# پیمان اتحاد انگلستان و اسکاتلند

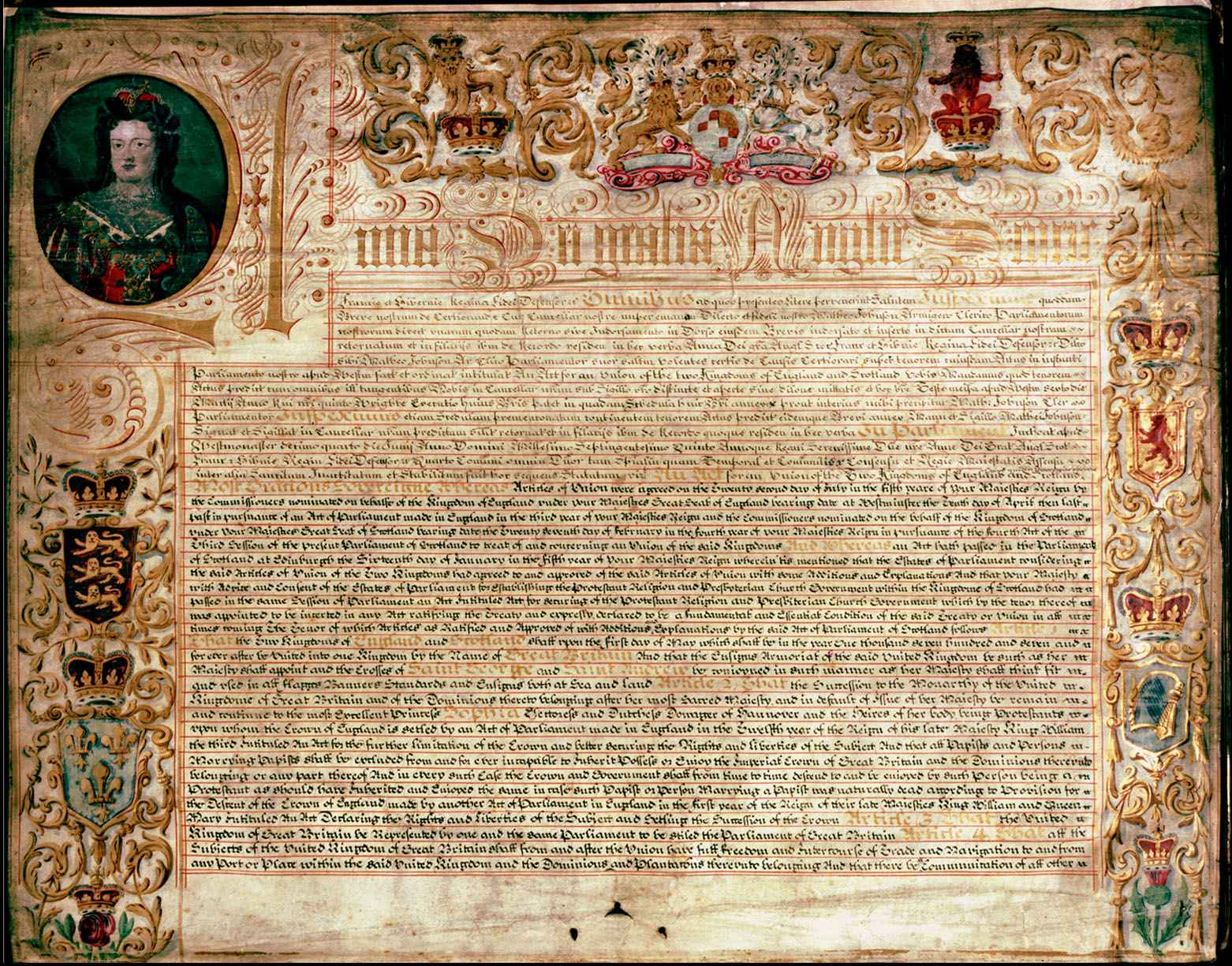
پیمان‌نامهٔ اتحاد بریتانیا و اسکاتلند (The Treaty of Union)

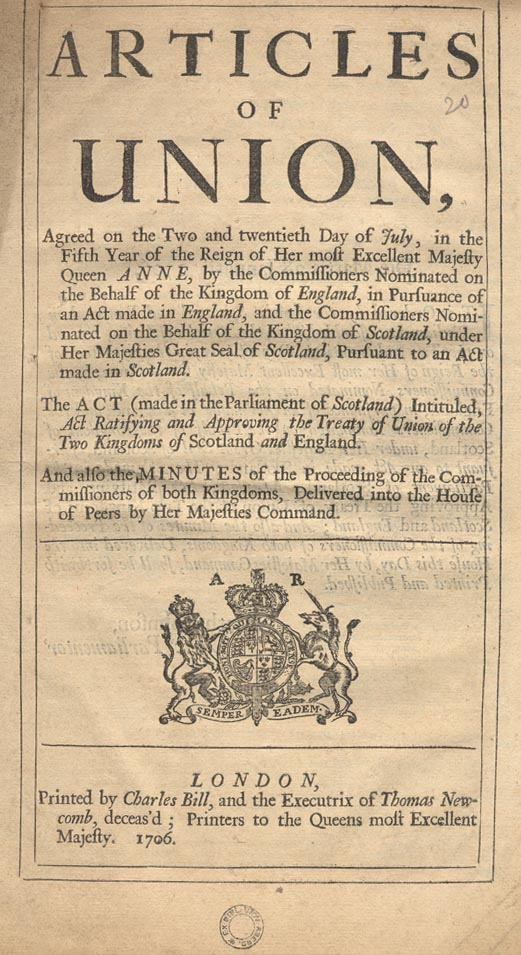
بندهای پیمان اتحاد بریتانیا و اسکاتلند

پیمان اتحاد بریتانیا و اسکاتلند (به انگلیسی: Treaty of Union)، نام موافقت‌نامه‌ای است که به ایجاد بریتانیای کبیر منجر شد. اتحاد سیاسی میان پادشاهی انگلستان (که از پیش ولز را هم دربرداشت) و پادشاهی اسکاتلند، از اول ماه مه ۱۷۰۷ رسمیت یافت. با جزئیات این معاهده در ۲۲ ژوئیهٔ ۱۷۰۶ موافقت شده‌بود، و سپس مقررات جداگانه‌ای از پیمان اتحاد برای تصویب و قانون‌سازی توسط پارلمان‌های انگلستان و اسکاتلند به پیمان منتقل می‌شد.

## پیشینه
الیزابت یکم ملکهٔ انگستان (و ایرلند)؛ بی آن که فرزندی داشته باشد، در ۲۴ مارس ۱۶۰۳ درگذشت، و مرگ او انحلال سلسلهٔ خاندان تئودور را به دنبال داشت. تاج‌وتخت بلافاصله و «بی‌گفتگو» به جیمز ششم، پادشاه اسکاتلند، که از دو سو پسرعموی درجه اول او و از دودمان استوارت و نیز فرزند ماری یکم، ملکهٔ سابق اسکاتلند بود، انتقال یافت. او تاج‌وتخت پادشاهی انگلستان و پادشاهی ایرلند را به عنوان پادشاه جیمز یکم در پیوند تاج‌ها در ۱۶۰۳ بر عهده گرفت. این اتحاد شخصی (فامیلی) تا حدودی ترس همیشگی انگلیسی‌ها از همکاری اسکاتلند با پادشاهی فرانسه را تا اندازه‌ای آرامش بخشید، به ویژه در صورت وقوع احتمالی یک حملهٔ فرانسه به بریتانیا.
بنا بر توافق‌ها، شرکت تجارتی کمپانی اسکاتلند (اسکاتلندی) یک سرمایه‌گذاری برابر یک چهارم از همهٔ پول در گردش در پادشاهی اسکاتلند و تعهد پرداخت هزینه‌های طرح دارین را دریافت کرد. این طرح یک تلاش نافرجام برای ایجاد یک مستعمرهٔ تجارت اسکاتلند در باریکه پاناما بود. استعمار این منطقه در ۱۶۹۸ آغاز شده بود ولی در یک رویارویی نظامی در آنجا با اسپانیایی‌ها در سال ۱۷۰۰، به پایان رسید. همچنین، بسیاری از مستعمره‌نشینان از بیماری‌های مناطق گرمسیری درگذشتند.
در ازای تضاد منافع تجاری به‌وجود آمده با انگلیسی‌ها، شرکت «کمپانی اسکاتلند» اشتراک خود را در طرح آمستردام، هامبورگ و لندن افزایش داد. در این طرح شاه ویلیام سوم به نوبه خود، تنها پشتیبانی نه چندان گرمی نسبت به تلاش‌های استعماری اسکاتلند داده بود. انگلستان با فرانسه در جنگ بود و از این رو نمی‌خواست اسپانیا را، که بر بخشی از قلمرو گرانادای نو ادعاهایی داشت، برنجاند.
انگلستان همچنین از سوی کمپانی هند شرقی مستقر در لندن، که می‌کوشید انحصار خود بر تجارت خارجی انگلیس را نگهداری کند، تحت فشار قرار داشت. از این رو ابتدا سرمایه گذاران انگلیسی و هلندی را برای بیرون کشیدن سرمایه‌شان زیر فشار گذاشت.
در مرحله بعد، کمپانی هند شرقی تهدید کرد که براین پایه، که طرف اسکاتلندی دارای هیچ قدرتی از سوی پادشاه برای جمع‌آوری پول خارج از قلمرو پادشاه نبوده، اقدام قانونی خواهد کرد و آنها را موظف به بازپرداخت غرامت اشتراک به سرمایه‌گذاران هامبورگ دانست. این به هیچ منبع مالی جز اسکاتلند اشاره نمی‌کرد. این فاجعهٔ اقتصادی برای نخبگانِ سرمایه‌گذار اسکاتلندی، پافشاری سیاسی اشراف در اسکاتلند را به ایدهٔ اتحاد سیاسی با انگلستان کاهش داد.
در نهایت، اشراف اسکاتلند با وجود برخی از مخالفت‌های پرطرفدار ضداتحاد و شورش‌های مردمی در ادینبورگ، گلاسکو، و جاهای دیگر، از پیمان اتحاد انگلستان و اسکاتلند پشتیبانی کردند.